# Cantó d'Auch sud-est-Seissan
Auch Sud-est-Séissan és un cantó del departament del Gers a França amb les següents comunes:
- Auch
- Autarriba
- Bocanhèras
- Haulias
- La Barta
- Orbessan
- Ornesan
- Pessan
- Sançan
- Sheishan.

## Història
| Data d'elecció                           | Identitat      | Partit | Qualitat |
| ---------------------------------------- | -------------- | ------ | -------- |
| 1988-1997                                | Claude Desbons | PS     |          |
| 1997-                                    | Claude Bourdil | PS     |          |
| les dades anteriors no són pas conegudes |                |        |          |
|                                          |                |        |          |